# Oberleitungsbus Salzburg
Der Oberleitungsbus Salzburg, lokal meist Obus genannt, ist neben dem Oberleitungsbus Linz eines von zwei verbliebenen Oberleitungsbus-Systemen in Österreich. Mit zwölf Linien, 165 Haltestellen und circa 100 Wagen besitzt Salzburg nach Athen/Piräus, San Francisco, Seattle und Vancouver das fünftgrößte Oberleitungsbusnetz der westlichen Welt. Es besteht seit 1940 und ersetzte damals die Straßenbahn Salzburg, Gelbe Elektrische genannt.
Der Obus befördert jährlich mehr als 40 Millionen Fahrgäste. Er wird heute von der 2000 gegründeten Salzburg AG betrieben und ist in den Salzburger Verkehrsverbund (SVV) integriert. Ergänzend zur S-Bahn Salzburg stellt der Obus das Rückgrat des öffentlichen Personennahverkehrs in der Stadt Salzburg dar. Der 1927 aufgenommene städtische Autobusverkehr spielt hingegen nur eine untergeordnete Rolle und wird überwiegend vom Albus Salzburg Verkehrsbetrieb durchgeführt.

## Betreiber
Während die Straßenbahn noch von der Salzburger Eisenbahn- und Tramwaygesellschaft (SETG) im Auftrag der Stadt Salzburg betrieben wurde, übernahm diese 1940 im Zuge der Umstellung auf Oberleitungsbus selbst die Verantwortung. Hierzu gründete man die Städtischen Verkehrsbetriebe Salzburg, die anfangs nur für den Oberleitungsbus, ab 1. Oktober 1948 dann aber auch für die Lokalbahnstrecken nach Hangender Stein und nach Lamprechtshausen zuständig waren. Die Städtischen Verkehrsbetriebe Salzburg wiederum wurden am 3. Juli 1950 in das neue Dachunternehmen Salzburger Stadtwerke integriert. Ebenfalls 1950 nahm die Stadt auch den kommunalen Autobusverkehr auf. Die genaue Bezeichnung der Verkehrssparte lautete nun Salzburger Stadtwerke – Verkehrsbetriebe, kurz SStW–VB – ab 1972 dann in der Kurzform Salzburger Verkehrsbetriebe, kurz SVB.
Die nächste Umstrukturierung erfolgte 2000, als die Salzburger Stadtwerke und die Salzburger AG für Elektrizitätswirtschaft (SAFE) sich zur Salzburg AG zusammenschlossen. Fortan war der neue Teilbetrieb Salzburger Lokalbahn für die Lokalbahnstrecken und der ebenfalls neue Teilbetrieb StadtBus Salzburg für den kommunalen Oberleitungsbus- und Autobusverkehr zuständig. 2005 übernahm Albus schließlich alle Autobuslinien von der Salzburg AG, seither ist die Salzburg AG eines der wenigen Verkehrsunternehmen weltweit, die zwar Oberleitungsbusse, aber keine Autobusse betreiben. 2012 änderten sich die Marketingbezeichnungen erneut, die Verkehrsparte firmiert seither einheitlich unter Salzburger Lokalbahnen, der Obus wird als ObusSLB bezeichnet. Jedoch wurde nach vier Jahren das Logo wieder erneuert. Seit Mitte 2016 verkehren die Obusse nun mit dem Logo OBUS/SalzburgAG.

## Linien
Derzeit verkehren die zwölf Salzburger Obus-Linien wie folgt, einige Linien überqueren dabei die Stadtgrenze Salzburgs:
| Linie | heutige Streckenführung | bis 2003     | bis 1986 | bis 1972 |
| 01    | (Kleßheim –) Europark – Hanuschplatz – Makartplatz – Mirabellplatz – Hauptbahnhof – Messe                                                                                      | Linie 1 / 2  | Linie 1  | Linie M  |
| 02    | Walserfeld – Outletcenter – Airport – Aiglhof – Hauptbahnhof – Mirabellplatz – Obergnigl                                                                                       | Linie 77     | Linie 2  | Linie L  |
| 03    | Salzburg Süd – Justizgebäude – Mozartsteg – Makartplatz – Mirabellplatz – Hauptbahnhof – Salzburg Nord                                                                         | Linie 51     | Linie 3  | Linie D  |
| 04    | (Mayrwies –) Langwied – Gnigl – Mirabellplatz – Makartplatz – Hanuschplatz – Landeskrankenhaus – Strubergasse – Dopplerklinik – Liefering                                      | Linie 29     | Linie 4  | Linie A  |
| 05    | (Grödig –) Birkensiedlung – Kommunalfriedhof – Justizgebäude – Mozartsteg – Makartplatz – Mirabellplatz – Hauptbahnhof (– Itzling, Pflanzmann)                                 | Linie 5      | Linie 5  | Linie F  |
| 06    | Parsch – Joseph-Messner-Straße – Rehrlplatz, Unfallkrankenhaus – Justizgebäude – Mozartsteg – Makartplatz – Hauptbahnhof – Erzherzog-Eugen-Straße – Plainbrücke – Itzling West | Linie 6      | Linie 6  | –        |
| 07    | Salzburg Süd – Aigen – Rehrlplatz, Unfallkrankenhaus – Justizgebäude – Mozartsteg – Hanuschplatz – Landeskrankenhaus – Strubergasse – Salzachsee                               | Linie 49     | Linie 7  | –        |
| 08    | Messe – Aiglhof – Hanuschplatz – Mozartsteg – Justizgebäude – Salzburg Süd | Linie 95 (A) | –        | –        |
| 09    | Europark – Landeskrankenhaus – Hanuschplatz – Mozartsteg – Justizgebäude (– Kommunalfriedhof)                                                                                  | –            | –        | –        |
| 10    | Sam – Gnigl – Rehrlplatz, Unfallkrankenhaus – Justizgebäude – Mozartsteg – Hanuschplatz – Airport – Outletcenter (– Walserfeld)                                                | –            | –        | –        |
| 12    | Josefiau – Justizgebäude – Rehrlplatz, Unfallkrankenhaus – Hauptbahnhof – Europark                                                                                             | –            | –        | –        |
| 14    | Polizeidirektion – Justizgebäude – Mozartsteg – Mirabellplatz – Makartplatz – Hauptbahnhof – Dopplerklinik – Liefering                                                         | –            | –        | –        |

Die 1986 neu eingeführte Linie 77 wurde 2003 zugunsten der Linie 2 aufgelassen. Die 1989 neu eingeführte Verstärkerlinie 95 wurde ebenfalls 2003 eingestellt.

## Geschichte

Netzbildfahrschein aus der Anfangszeit, als nur die beiden Ringlinien L und M existierten

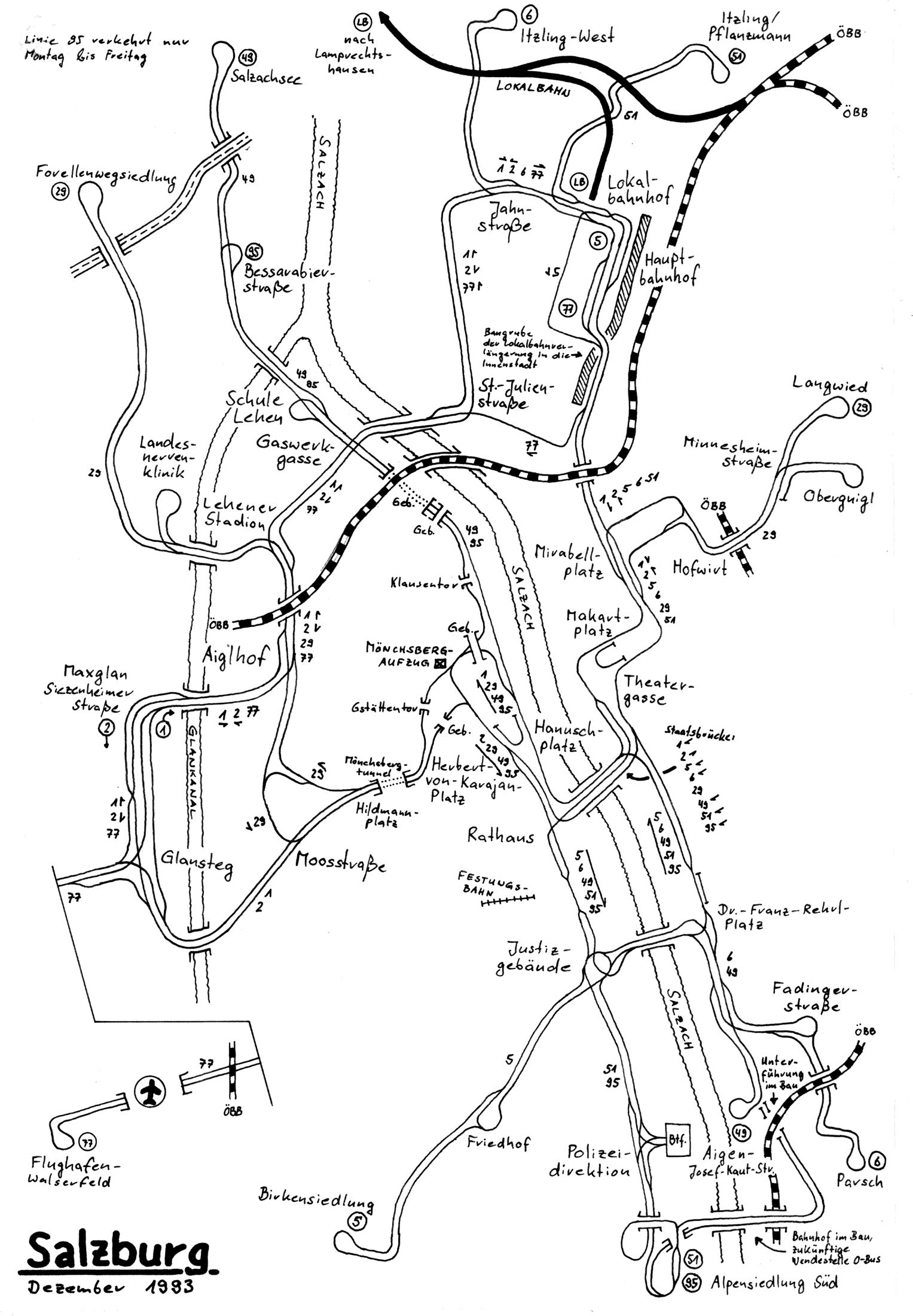
Oberleitungsplan 1993

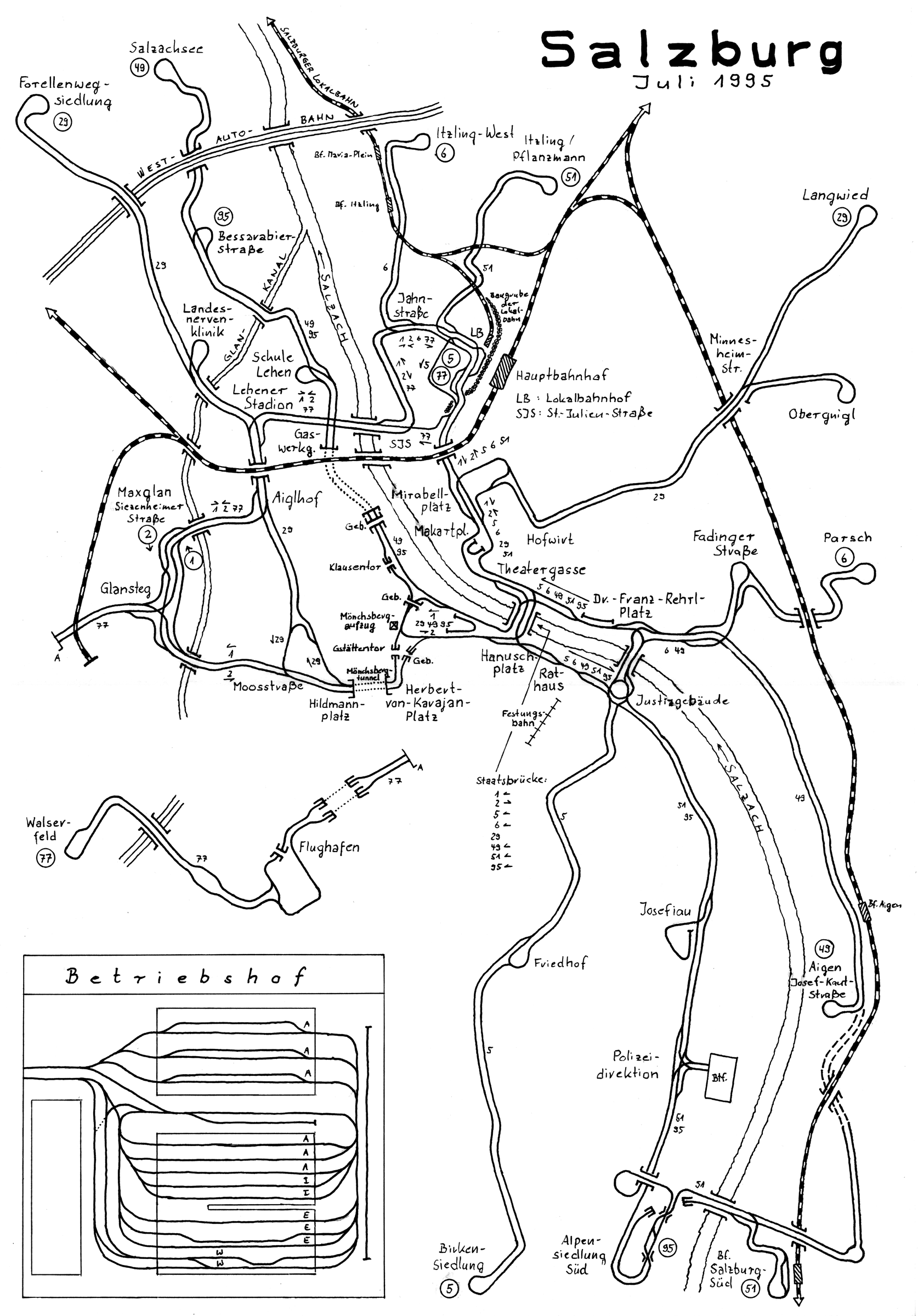
Oberleitungsplan 1995

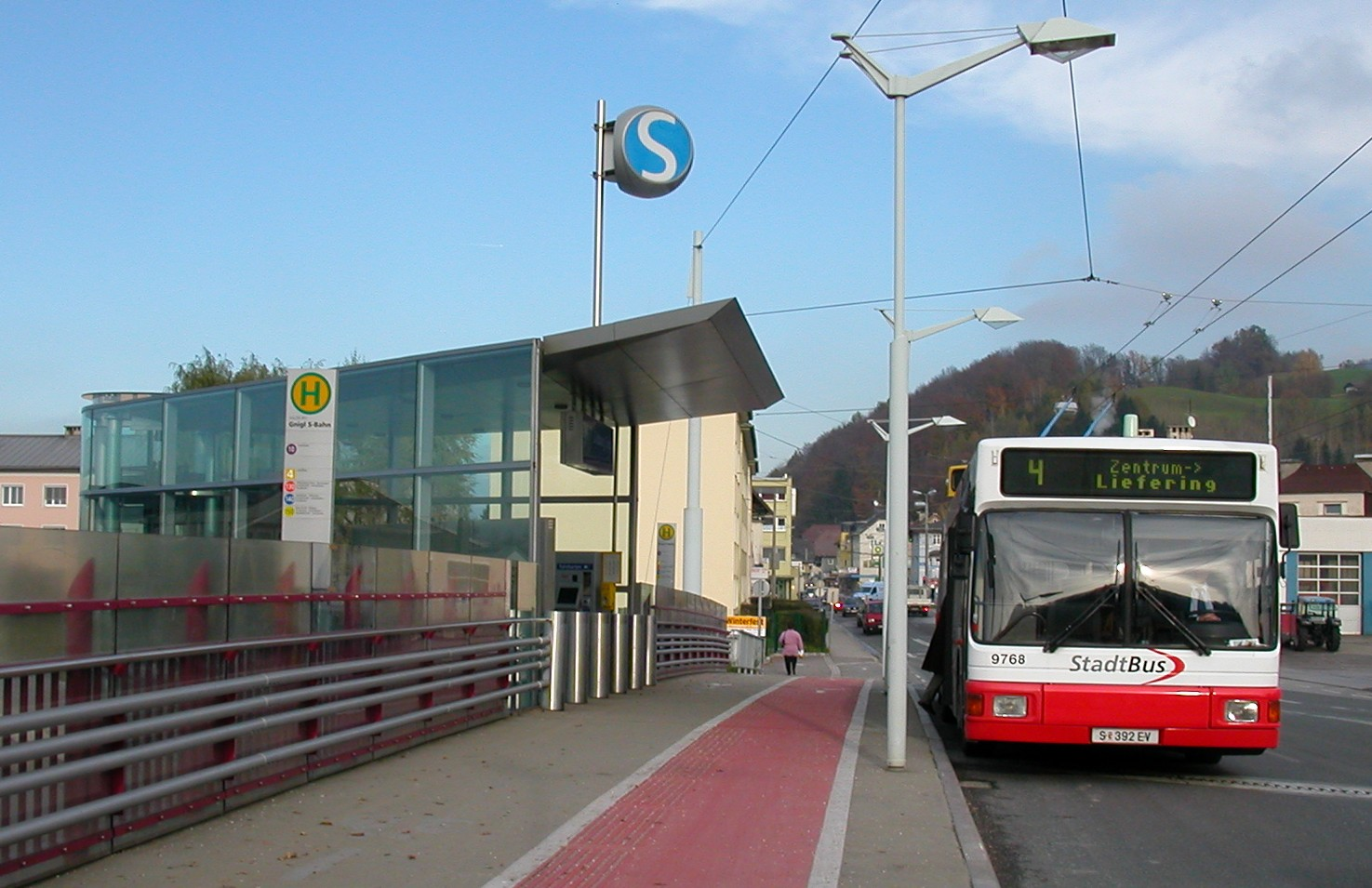
Verknüpfung zwischen Obus und S-Bahn in Gnigl

Am 1. Oktober 1940 fuhr der erste Obus durch die Straßen Salzburgs. Er verkehrte als Linie M – für Maxglan – auf der Strecke Sigmundsplatz–Maxglan, welche heute ein Teilstück der Linie 1 ist. Schon am 24. Oktober erfolgte die Verlängerung zum Makartplatz und am 10. November weiter bis Hauptbahnhof. Am 12. Dezember 1941 ging außerdem die erste Remise in der Zaunergasse in Betrieb.
Am 19. Februar 1942 wurde die Verbindungsstrecke Maxglan–Lehen–Hauptbahnhof eröffnet. Fortan verkehrten zwei Ringlinien, L stand dabei für Lehen:
- L: Maxglan–Zentrum–Hauptbahnhof–Lehen–Maxglan
- M: Maxglan–Lehen–Hauptbahnhof–Zentrum–Maxglan

Am 1. Februar 1944 ging als dritte Verbindung die Linie A zwischen Sigmundsplatz und Obergnigl in Betrieb, am 21. Dezember 1949 folgte als vierte Verbindung die Linie D vom Hauptbahnhof in die Alpensiedlung. Am gleichen Tag wurde auch die an der neuen Strecke gelegene Zentralgarage Alpenstraße eröffnet. Eine fünfte Linie B führte ab 1. März 1951 vom Sigmundsplatz nach Liefering, eine sechste Linie F – für Friedhof – ab 1. November 1956 von Itzling Pflanzmann zum Kommunalfriedhof.
2004 verlängerte man die Obuslinie 1 um circa 500 Meter vom Messezentrum zur Salzburgarena. Als Besonderheit wurde die neue Endstelle zunächst nur bei Veranstaltungen angefahren, ansonsten blieb die Oberleitung in diesem Bereich abgeschaltet. Der jeweilige Status wurde den Obusfahrern mittels eines Lichtsignals angezeigt.
Am 1. Oktober 2005 wurde die Linie 1 vom Europark über das EM-Stadion bis zum Kavaliershaus erweitert. Am 11. Dezember 2005 ging die Verlängerung der Linie 2 vom Hauptbahnhof über den Mirabellplatz und die Sterneckstraße bis nach Obergnigl in Betrieb.
Eine Betriebsstrecke von der Versorgungshausstraße (Linie 2) über die Fürbergstraße zur Fadingerstraße wurde im Frühjahr 2006 erbaut und besonders während Veranstaltungen in der Innenstadt und während der Radrenn-Veranstaltungen intensiv genutzt. Über diese Strecke rücken seither auch die Obusse der Linien 2 und 4 ein und aus. Damit wird zum ersten Mal in der Salzburger Obusgeschichte der Kapuzinerberg umrundet. Außerdem bildete dieser Abschnitt die Grundlage für die später erfolgte Elektrifizierung der Albus-Linie 20.
Auch die Kreuzung Gaswerkgasse/Ignaz-Harrer-Straße sowie der Bereich am Hauptbahnhof um das Forum-Kaufhaus/Fanny-von-Lehnert-Straße wurde bis September 2006 mit zusätzlichen Abbiege- und Wendemöglichkeiten versehen. Ebenso sind seit Frühjahr 2007 eine Betriebsstrecke vom Landeskrankenhaus (Linie 7) zur Willibald-Hauthaler-Straße (Linie 4), sowie eine zusätzliche Wendemöglichkeit am Makartplatz, vor der Dreifaltigkeitskirche, in Betrieb. Eine neue Abbiegemöglichkeit an der Aiglhofkreuzung von der Linie 4 auf die Linie 2 wurde im Frühjahr 2008 ebenso geschaffen wie eine Standspur für Obusse in der Griesgasse im Zentrum. Letztere ermöglicht das Stapeln und bedarfsorientierte Abrufen von Obussen im Zentrum bei Veranstaltungen. Zum Fahrplanwechsel am 7. Dezember 2007 wurde die Linie 4 von Langwied über die Stadtgrenze hinweg nach Mayrwies verlängert und ersetzte damit die Autobuslinie 4A.
Im Herbst 2008 beschloss der Salzburger Gemeinderat, den Ast der Autobuslinie 20 nach Sam/Lankessiedlung zu elektrifizieren. Die Streckenführung folgt jener der Linie 20 von der Lankessiedlung über die S-Bahn-Haltestelle Salzburg-Gnigl, Fuggerstraße, Volksgarten, Hanuschplatz zum Landeskrankenhaus; über die Eduard-Baumgartner-Straße und den Herbert-von-Karajanplatz wird die Linie wieder zum Hanuschplatz und nach Sam geführt. Diese Arbeiten wurden Mitte 2009 abgeschlossen, aus der Autobus-Linie 20 wurde im Bereich Sam die Obus-Linie 10.
Am 9. Juli 2009 wurden die Linien 3 und 5 um 500 Meter zur neuen Endhaltestelle Itzling Pflanzmann verlängert. Hierbei handelte es sich um die erste privat finanzierte Obusstrecke in Salzburg.
Seit dem 25. September 2011 verkehren alle Kurse der Linie 1 einheitlich bis zur Salzburgarena. Die Abschaltung der Oberleitung entfiel.
Zum Fahrplanwechsel im Dezember 2011 wurde eine neue Linie 14 von der Haltestelle Schmidingerstraße bei der Autobahnabfahrt Salzburg-Mitte über die Ignaz-Harrer-Straße zur Saint-Julien-Straße/Rainerstraße eingeführt. Von dort fährt sie – wie die Linie 3 – zur Josefiau weiter. Es ist eine Verstärkerlinie, die nur in der morgendlichen Hauptverkehrszeit – das heißt zwischen 7:00 Uhr und 9:00 Uhr – betrieben wird.

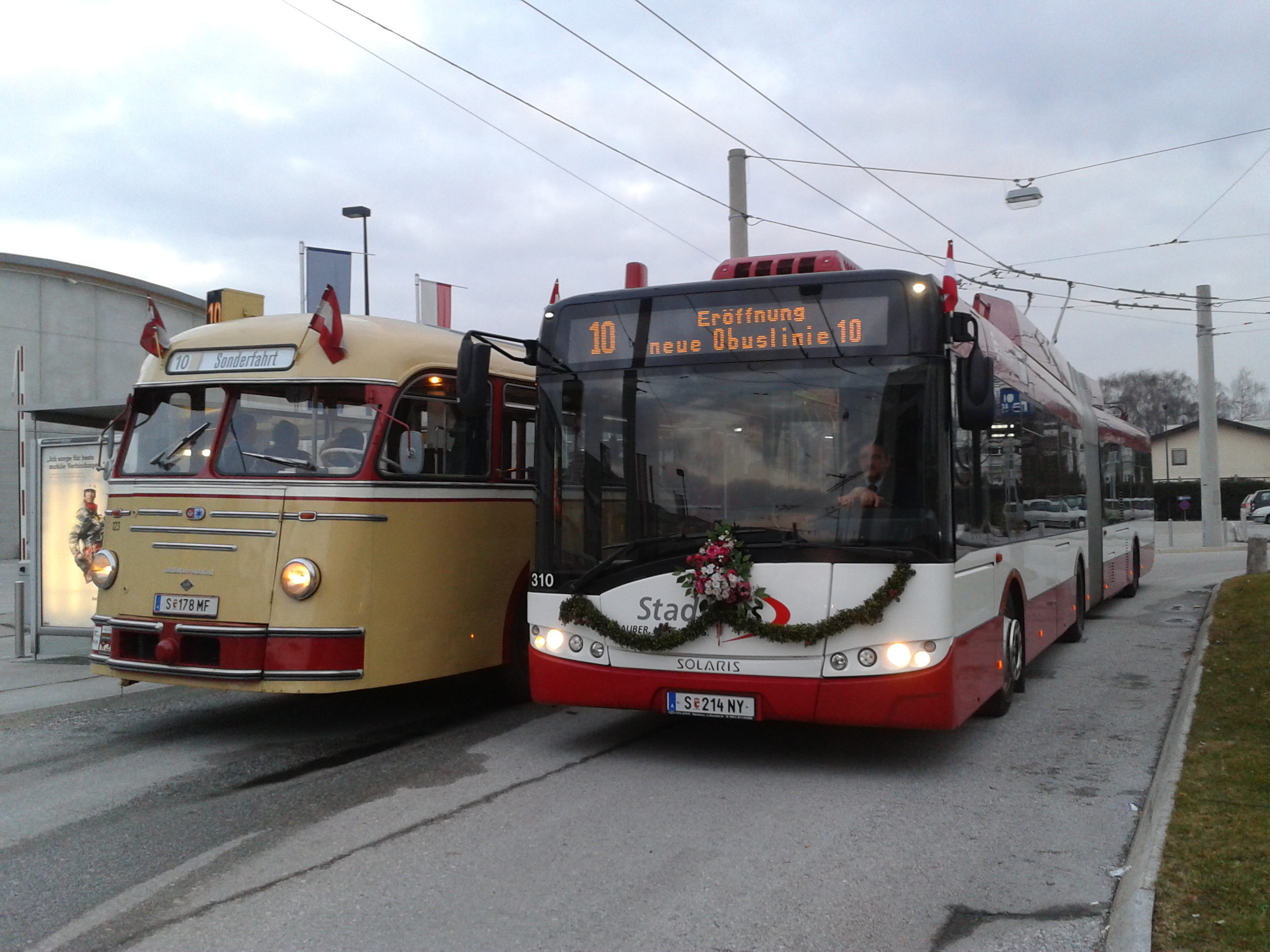
Eröffnung der Obuslinie 10 im März 2012

Am 7. März 2012 ging eine 1,3 Kilometer lange Erweiterung in der Strubergasse in Betrieb. Zunächst verkehrte die Linie 10 abweichend zur vorherigen Führung ab der Haltestelle Strubergasse durch die Gaswerkgase, die Strubergasse, die Rudolf-Biebl-Straße und die Schuhmacherstraße. Statt der bisherigen Endstelle Schule Lehen bediente sie entweder die Endstellen Salzburg Arena beziehungsweise Bessarabierstraße. Dadurch wurde die Anbindung des Stadtwerke-Areals und der Neue Mitte Lehen mit der Stadtbibliothek verbessert.
Mit Fahrplanwechsel am 9. Dezember 2012 wurde die Streckenführung der Linien 8 und 10 ab Hanuschplatz geändert. So fährt statt der Linie 8 die Linie 10 zum Outletcenter in Himmelreich, und die Linie 8 über die Neue Mitte Lehen zur Messe/Arena bzw. unter der Woche zur Bessarabierstraße. Mit der Eröffnung des neugebauten Nelböckviadukts am 20. Dezember 2012 wurde die Linie 12 eingeführt. Diese verkehrte zunächst zwischen 6 und 9 Uhr vormittags und zwischen 15:00 und 19:00 Uhr nachmittags von der Haltestelle Josefiau über Volksgarten, Sterneckstraße durch das Nelböckviadukt zum Landeskrankenhaus, beziehungsweise am Nachmittag zum Europark.
Im Jahr 2013 wurden vier Solaris/Ceglec 18AC des Trolleybusbetriebs aus La Chaux-de-Fonds angekauft, sie wurden nach einer Generalüberholung ab dem Sommer 2013 eingesetzt. Mit dem Fahrplanwechsel 2014 wurde die Linie 3 zur Hauptverkehrszeit auf 7,5 Minuten verdichtet, zugleich wurde Itzling-Pflanzmann in der Hauptverkehrszeit nicht mehr von der Linie 5 angefahren.
Im Jänner 2016 wurde von der Stadt Salzburg und der Salzburg AG beschlossen, die Siezenheimer Straße und die darauf verkehrende Buslinie 20 auf einer Länge vom 2,2 Kilometern als Linie 9 zu elektrifizieren. Diese wurde am 12. Dezember 2016 feierlich eröffnet, damit einhergehend einige Änderungen im innerstädtischen Busverkehr sowie im „Nachtstern“. Die Linie 9 fährt von Montag bis Samstag vom Europark über die Siezenheimer Straße und Aiglhof ins Zentrum zum Justizgebäude. An Schultagen fahren zudem am Morgen einige Kurse zum Kommunalfriedhof zur Entlastung der Linie 5. Die Kosten für den Bau der Oberleitung zwischen der Doktor-Gmelin-Straße und dem Hans-Schmid-Platz beliefen sich auf 2,8 Millionen Euro.
Zum Fahrplanwechsel 2017/18 wurde in Lehen eine neue Streckenführung für die Linien 1, 4 und 8 eingeführt: Die Linie 1 fährt seitdem über eine Neubaustrecke vom Messezentrum über die Halmberggasse zur Streckenführung der Linie 7, der sie dann bis Schule Lehen folgt, die Linie 4 fährt ab jetzt von Esshaverstraße über die Strubergasse zur Müllner Straße und fährt an der Salzach entlang zum Hanuschplatz, während die Linie 8 den bisherigen Mittelteil der Linie 4 zwischen Esshaverstraße und Hanuschplatz über die Moosstraße bzw. Fürstenbrunnstraße übernahm. Die Linie 3 fährt seitdem bis zur Landstraße, wo sie mit den Linien 21 und 23 verknüpft ist, während die Linie 5 die ehemalige Endhaltestelle Pflanzmann wieder regulär bedient.
Seit dem Fahrplanwechsel am 15. Dezember 2019 verkehrt jede zweite Fahrt der Linie 5 ab der neu errichteten Haltestelle Weidenstraße in die benachbarte Marktgemeinde Grödig, wo sie an der Talstation der Untersbergbahn endet. Zuvor fand ein mehrmonatiger Vorlaufbetrieb zusätzlich zum bisherigen Linienverkehr statt. Die 4,2 Kilometer lange Strecke wird im Batteriebetrieb zurückgelegt. Dafür wurden 15 neue batterieelektrische Fahrzeuge beschafft, die mittels Oberleitung nachladen können.
Am 21. Dezember 2023 kollidierte in Liefering das Fahrzeug 412 – mit Zielanzeige Kleßheim – an der Front mit einem vom Sturm umgeworfenem Baum, wobei die Lenkerin verletzt wurde. Durch die Wucht des Aufpralls barst die Windschutzscheibe, außerdem wurde die Oberleitung beschädigt. Etwa um 23.00 Uhr ging das gesamte O-Bus-Netz außer Betrieb.

## Fahrzeuge

### Beschaffungen im Laufe der Jahre
In den Jahren 1986 bis 1994 erhielt der Salzburger Obus insgesamt 35 hochflurige Gräf-&-Stift-Gelenkwagen, die ab 1990 einen Drehstrommotor besaßen. Ab 2002 wurden sie nach und nach ausgemustert, im Sommer 2016 verkehrte der letzte Wagen dieser Serie. Der am 29. Dezember 2015 abgestellte Wagen 219 war dabei nach Wagen 102 (1940–1967) das erste Fahrzeug, welches fast 27 Jahre im Betrieb war. Seine Laufleistung betrug 1.473.000 Kilometer.
Ein 36. hochfluriger Gräf & Stift-Gelenkwagen mit der Nummer 220 kam erst 2005 gebraucht vom Oberleitungsbus Kapfenberg nach Salzburg, er besitzt jedoch keinen Drehstrommotor. Als weitere Besonderheit verfügt er außerdem über einen Schaffnersitz.

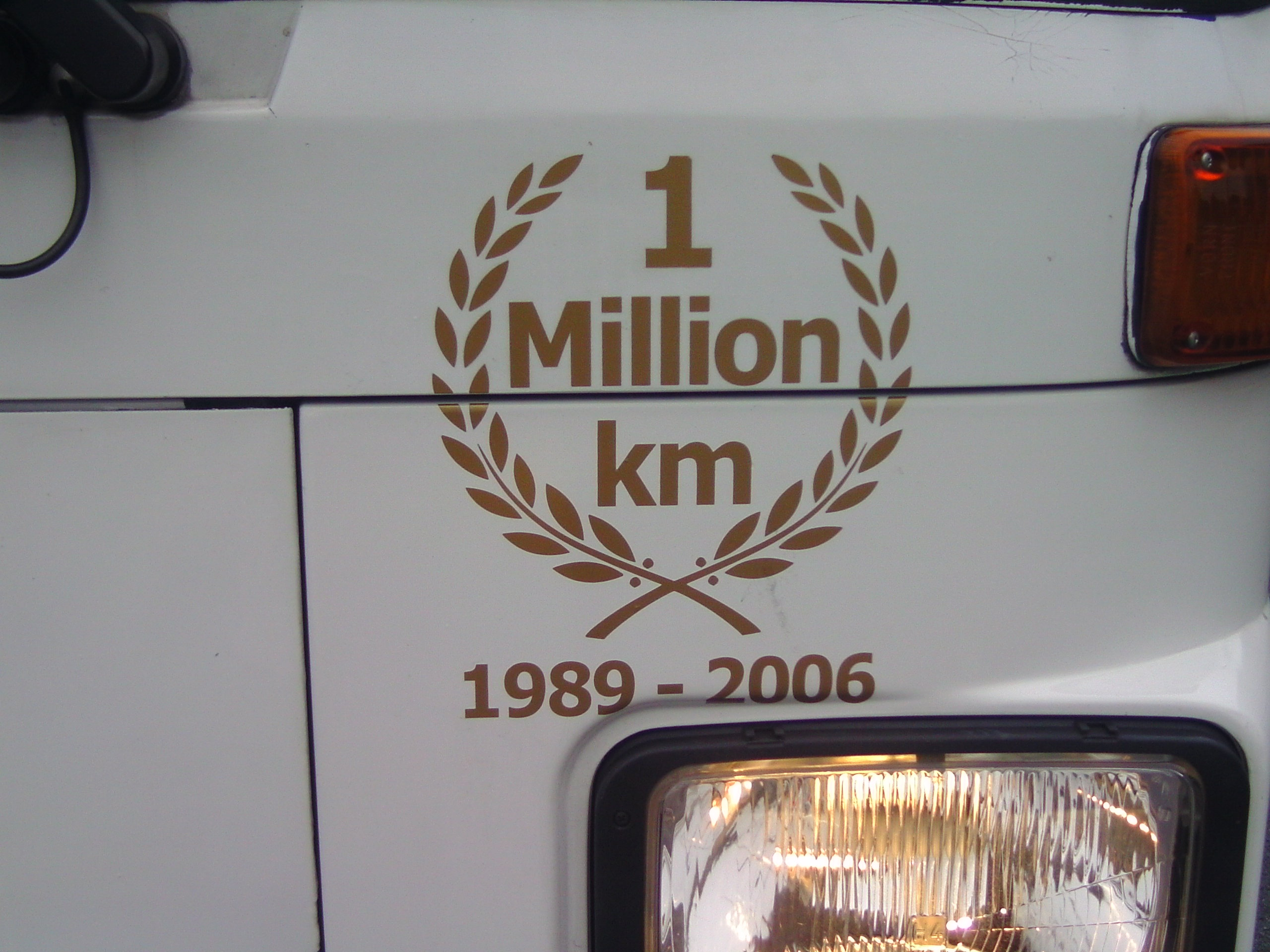
Kilometermillionär 219

Die ersten Niederflurwagen sind die 23 Gräf & Stift/MAN-Gelenkwagen der Baujahre 1994 bis 1997. Einer von ihnen, der Wagen 240, ist dabei ebenfalls ein Gebrauchtwagen aus Kapfenberg. Obus 232 dieser Serie ist dabei seit Februar 2013 der erste Niederflurobus mit einer Laufleistung von über einer Million Kilometern.
Einige Fahrzeuge von diesem Typ wurden ab dem Jahr 2013 generalüberholt. Bei diesen Fahrzeugen wurden neue Sitzbezüge, LED-Außenanzeigen und modernere Stromabnehmerstangen installiert. Zudem wurde das komplette Fahrgestell entrostet und die Karosserie aufgearbeitet. Im Februar 2015 brach bei Obus 251 auf der Lehener Brücke das Gelenk auseinander, wodurch ein Totalschaden entstand.
Durch die Anlieferung der Fahrzeuge von Hess konnte im Juli 2021 die erste Niederflurflotte der Gräf & Stift/MAN-Gelenkwagen dieses Typs ausgeschieden werden.
Wagen 236 bleibt als Museumsfahrzeug der historischen Flotte in Salzburg erhalten.
Auch die Fahrzeuggeneration Van Hool ab Baujahr 2000 bietet ausschließlich Niederflureinstiege, 13 der insgesamt 32 Van Hool-Wagen verfügen außerdem, als Neuheit für Salzburg, über einen dieselbetriebenen Hilfsantrieb. Am 24. November 2008 gelangten außerdem zwei weitere Van Hool-Gelenkwagen gebraucht vom Trolleybus Vevey–Villeneuve aus der Schweiz in den Bestand des Salzburger Oberleitungsbusses. Hierbei handelt es sich um die 1995 gebauten Wagen 2 und 15, sie wurden nach einer Aufarbeitung mit den neuen Betriebsnummern 259 und 260 in Dienst gestellt. Außerdem wurden sie, wie die Schienenfahrzeuge des Unternehmens, in einem dunklen Rot lackiert. Mittlerweile wurden diese, aufgrund defekter E-Ausrüstung, vom Unternehmen ausgemustert.
Von der Fahrzeuggeneration Solaris Trollino 18 wurden die ersten drei Wagen am 14. September 2009 ausgeliefert. Die zwölf weiteren Fahrzeuge 304 bis 315 folgten 2010 und 2011. Diese Wagen sind ebenfalls dunkelrot lackiert und verfügen wiederum über einen Hilfsantrieb. Wagen 301 war dabei zu Präsentationszwecken im Februar 2010 an den Oberleitungsbus Eberswalde ausgeliehen.
Im Mai 2012 begann die Auslieferung der sogenannten MetroStyle-Oberleitungsbusse von Solaris, diese sind äußerlich einer Straßenbahn nachempfunden. Wagen 330 wurde 2013 für Testzwecke nach Budweis verliehen. Ab Wagen 331 – und somit Baujahr 2013 – gibt es auf der Frontseite oben ein Liniensignal.
Eine Ausschreibung über 15 neue Obusse, wovon 11 im Herbst 2019 geliefert wurden, hat Carrosserie Hess mit dem lighTram19 BGT-N1D gewonnen. Die 18,75 Meter langen Gelenkfahrzeuge mit 38 Sitzplätzen und zwei Rollstuhlplätzen sind mit Lithiumtitanat-Akkumulatoren mit einer Kapazität von 64,3 kWh ausgerüstet. Damit können sie auch auf Strecken ohne Oberleitung verkehren. Der Rahmenvertrag umfasst weitere 35 Fahrzeuge, darunter auch 24,7 Meter lange Doppelgelenk-O-Busse des Typs lighTram25. Abgerufen wurden bislang insgesamt 42 Fahrzeuge, die bis 2025 zur Auslieferung gelangten.

### Liste ehemaliger Fahrzeuge
|  | Nummern                            | Stück | Hersteller           | Typ            | Art    | Einsatz ab  | Einsatz bis                  | Bemerkungen |
|  | ---------------------------------- | ----- | -------------------- | -------------- | ------ | ----------- | ---------------------------- | --- |
|  | 101–110                            | 10    | MAN / Schumann       | MPE I          | Solo   | 1940        | 1967                         | 102 bis heute der am längsten planmäßig eingesetzte Obus in Salzburg (1940–1967) |
|  | 114–117                            | 04    | VETRA                | CS 60          | Solo   | 1941        | 1943                         | |
|  | 111–120                            | 10    | MAN / Schumann       | MPE II         | Solo   | 1942        | 1966                         | |
|  | 121–126                            | 06    | MAN / Gräf & Stift   | EO I           | Solo   | 1948        | 1974                         | Ab 1. Jänner 1965 111–116 |
|  | 127–130                            | 04    | MAN / Gräf & Stift   | EO II          | Solo   | (1950) 1956 | 1970                         | Ab 1. Jänner 1965 117–120 |
|  | 131–133                            | 03    | Uerdingen / Henschel | ÜHIIIs         | Solo   | 1956        | 1976                         | Ab 1. Jänner 1965 121–123 |
|  | 134–135, 143–145                   | 05    | Henschel             | HS 160 OSL-G   | Gelenk | 1961        | 1979                         | Ab 1. Jänner 1965 124–128 |
|  | 136–142                            | 07    | Gräf & Stift         | GEO II         | Gelenk | 1961        | 1980                         | Ab 1. Jänner 1965 129–135 |
|  | 146–150                            | 05    | Gräf & Stift         | GE 105/54/57   | Gelenk | 1964        | 1983                         | Ab 1. Jänner 1965 136–140 |
|  | 141–154                            | 14    | Gräf & Stift         | GE 105/54/54   | Gelenk | 1966        | 1989                         | |
|  | 101–102                            | 02    | Gräf & Stift         | OE 105/54      | Solo   | 1971        | 1986                         | |
|  | 103–112                            | 10    | Gräf & Stift         | OE 110/54/2    | Solo   | 1971        | 1990                         | |
|  | 113–123                            | 11    | Gräf & Stift         | OE 110/54/A    | Solo   | 1975        | 1993                         | |
|  | 155–160                            | 06    | Gräf & Stift         | GE 110/54/57/A | Gelenk | 1976        | 1992                         | |
|  | 161                                | 01    | Gräf & Stift         | GE 150 M 16    | Gelenk | 1979        | 1993                         | Drehstromantrieb, mit Batterienotfahrt |
|  | 129–147, 162–177                   | 35    | Gräf & Stift         | GE 110 M 16    | Gelenk | 1980        | 2002                         | 136–139 und 162–173 mit Batterienotfahrt |
|  | 101–106                            | 06    | Gräf & Stift         | OE 112 M 11    | Solo   | 1986        | 2002                         | |
|  | 107–108, 110                       | 03    | Steyr                | STS 11 HU      | Solo   | 1989        | 2003                         | |
|  | 111–114                            | 04    | Steyr                | STS 11 HU 140  | Solo   | 1990        | 2003                         | |
|  | 179–188, 200–214, 218–219, 221–228 | 35    | Gräf & Stift         | GE 112 M 16    | Gelenk | 1986        | 2016                         | Ausmusterung ab 2002 |
|  | 229–235, 237, 238, 240–252         | 22    | Gräf & Stift / MAN   | NGT 204 M 16   | Gelenk | 1994        | 2021                         | Ausmusterung ab 2015, 240 ehemals Oberleitungsbus Kapfenberg 35, ab 2005 im Bestand |
|  | 259–260                            | 2     | Van Hool             | AG 300 T       | Gelenk | 2008        | 2014                         | ehemals VMCV 2 und 15, Hilfsantrieb, ohne automatischen Stangenabzug, erste ausgemusterte Niederflurwagen, 259 wurde als Übungsprojekt an die Feuerwehrschule Salzburg übergeben, 260 verschrottet. |
|  | 262–278                            | 17    | Van Hool             | AG 300 T       | Gelenk | 2000        | Schwesterfahrzeuge bis heute | 272 verschrottet, 264, 273, 276 im August 2021 abgestellt, 267, 274 am 28.11.2024 abgestellt. |
|  | 316–319                            | 4     | Solaris              | Trollino 18    | Gelenk | 2013        | 2024                         | ehemals Trolleybus La Chaux-de-Fonds 141–144, 316: Brand in der Zentralgarage |

Ein Teil der in Salzburg ausgemusterten Wagen wurde an andere Betriebe abgegeben. Sie gingen zum ehemaligen Oberleitungsbus Kapfenberg sowie nach Deutschland (Eberswalde), Litauen (Vilnius), Moldawien (Chișinău), Rumänien (Mediaș, Timișoara und Vaslui), Russland (Perm und Rybinsk), Serbien (Belgrad), Ukraine (Iwano-Frankiwsk) beziehungsweise in die Ungarn (Szeged).
Bis 1975 verkehrten die Obusse außerdem mit Anhängern. Salzburg war das letzte österreichische Obus-Netz, bei welchem diese Betriebsform anzutreffen war. Es standen vier verschiedene Baureihen zur Verfügung, sie stammten von Gräf & Stift (Typ OA I), Kässbohrer (ohne Typenbezeichnung), Lohner (Typ OM 5/1) und Schumann (ohne Typenbezeichnung).

### Technische Daten ehemaliger Fahrzeuge
| Typ           | Länge im m | Breite in m | Leergewicht in t | Leistung in kW | v/max        | Sitzplätze | Stehplätze |
| ------------- | ---------- | ----------- | ---------------- | -------------- | ------------ | ---------- | ---------- |
| STS 11 HU     | 11,9       | 2,5         | 10,56            | 110            | 60 km/h      | 26         | 66         |
| GE 110 M 16   | 16,5       | 2,5         | 13,8             | 105            | 60 km/h      | 34         | 112        |
| GE 112 M 16.5 | 16,6       | 2,5         | 13,8             | 110 / 147      | 60 / 65 km/h | 34         | 112        |
| NGT 204 M 16  | 16,5       | 2,5         | 14,2             | 147            | 65 km/h      | 31         | 102        |

[1] = bezogen auf die Gleichstromversion

### Tabelle gegenwärtiger Bestand
|  | Nummern      | Stück | Hersteller | Elektrik | Baujahre                                                                                          | Typ                    | Niederflur | Hilfsantrieb                                 | Bemerkungen                                       |
|  | ------------ | ----- | ---------- | -------- | ------------------------------------------------------------------------------------------------- | ---------------------- | ---------- | -------------------------------------------- | ------------------------------------------------- |
|  | 261, 279–290 | 13    | Van Hool   | Kiepe    | 2000–2005                                                                                         | AG 300 T               | ja         | ja (Hilfsdiesel): 261, 279–290 nein: 262–278 |                                                   |
|  | 301–315      | 15    | Solaris    | Cegelec  | 2009–2010                                                                                         | Trollino 18            | ja         | ja (Hilfsdiesel)                             |                                                   |
|  | 321–371      | 51    | Solaris    | Cegelec  | 2012: 321–330 2013: 331 2014: 332 2015: 333–344 2016: 345–362 2017: 363–366 2018: 367–371         | Trollino 18 MetroStyle | ja         | ja, ab 345 mit Batterie statt Hilfsdiesel    |                                                   |
|  | 401–450      | 50    | Hess       | ABB      | 2019: 401–411 2020: 412–415 2021: 416–422 2022: 423–429 2023: 430–442 2024: 443–446 2025: 447–450 | lighTram19 BGT-N1D     | ja         | ja, mit Batterie                             | 412: (wurde von einem Baum getroffen; 21.12.2023) |

### Technische Daten gegenwärtiger Bestand
| Typ         | Länge in m | Breite in m | Leergewicht in t  | Leistung in kW | v/max   | Sitzplätze | Stehplätze |
| ----------- | ---------- | ----------- | ----------------- | -------------- | ------- | ---------- | ---------- |
| AG 300 T    | 17,95      | 2,5         | 16,76 / 16,96 [1] | 155 / 185 [1]  | 65 km/h | 29 / 30    | 129 / 98   |
| Trollino 18 | 18         | 2,55        | 18,2              | 250            | 65 km/h | 38         | 98         |
| BGT-N1D     | 18,75      | 2,55        | 18,75             | 250            | 65 km/h | 38         | 117        |

[1] = bezogen auf die Wagen mit Hilfsaggregat

### Pro Obus Salzburg e. V. und Museumswagen
Ältester betriebsfähiger Obus in Salzburg ist ein ÜHIIIs des Baujahrs 1957. Dieser ist jedoch kein Salzburger Originalfahrzeug, der Wagen mit der Nummer 123 stammt vom Oberleitungsbus Solingen (ehemalige Nummer 40) und ist eine Leihgabe englischer Sammler. In Salzburg ist er seit Juli 2007 im Rahmen von Sonderfahrten im Einsatz, hierzu trägt er Salzburger Lackierung. Das Fahrzeug kann auch privat gemietet werden. Anlässlich der Salzburger Festspiele ist der ÜHIIIs von Anfang Mai bis Ende August regelmäßig auf einer speziellen Museumslinie „M“ des Vereins Pro Obus Salzburg e. V. im Einsatz. Der ehemals Kapfenberger Wagen 35 des Typs HS 160 OSL-G, dieser lief nie planmäßig in Salzburg, wird derzeit von Pro Obus Salzburg e. V. aufgearbeitet. Das Fahrzeug ist eine Leihgabe des Vereins Nostalgiebahnen in Kärnten und soll für zukünftige Einsätze in Salzburg die Wagennummer 134 bekommen. Die anderen vier betriebsfähigen Museumsfahrzeuge mit den Nummern 109, 178, 220 und 236 werden in den Hauptverkehrszeiten noch im planmäßigen Fahrgastbetrieb eingesetzt. Dies dient zum einen dazu, Standschäden zu vermeiden, zum anderen können dadurch Nachfragespitzen besser abgedeckt werden. Außerdem befindet sich der Kässbohrer-Anhänger Nummer 31 aus dem Jahr 1940 in der Aufarbeitung durch den Verein.

### Tabelle Museumsfahrzeuge
|  | Nummer | Hersteller           | Typ          | Art    | Baujahr | Sitzplätze | Stehplätze | Bemerkungen |
|  | ------ | -------------------- | ------------ | ------ | ------- | ---------- | ---------- | --- |
|  | 109    | Steyr                | STS 11 HU    | Solo   | 1988    | 26         | 66         | Seit 29. Juli 2005 wieder in Betrieb |
|  | 125    | Gräf & Stift         | EO I         | Solo   | 1948    | 23         | 35         | ehemals Leoben Nummer 4, soll restauriert werden |
|  | 123    | Uerdingen / Henschel | ÜHIIIs       | Solo   | 1957    | 25         | 50         | Seit 2007 Leihgabe von englischen Sammlern |
|  | 134    | Henschel             | HS 160 OSL-G | Gelenk | 1961    | 40         | 86         | ehemals MVG Kapfenberg Nummer 35, Dauerleihgabe der Nostalgiebahnen in Kärnten                                                                           |
|  | 178    | Gräf & Stift / MAN   | GE 110 M16   | Gelenk | 1985    | 31         | 109        | Seit 30. August 2002 erster Museumsobus in Vereinsbestand, wurde per 6. August 2003 wieder zugelassen und verkehrt seitdem unter dem Spitznamen „Trolli“ |
|  | 220    | Gräf & Stift / MAN   | GE 112 M16   | Gelenk | 1989    | 31         | 109        | ehemals MVG Kapfenberg Nummer 25, mit Schaffnersitz |
|  | 236    | Gräf & Stift / MAN   | NGT 204 M16  | Gelenk | 1995    | 33         | 102        | Seit Juli 2021 in Museumsbestand. Am 30. April 2025 nach Iwano-Frankiwsk verkauft.                                                                       |